# Khanbu
Khanbu è un centro abitato del Nepal situato nella municipalità di Triyuga che fa parte del distretto di Udayapur (Provincia di Koshi).
Fino alla riforma amministrativa del 2015 (attuata nel 2017) era un comitato per lo sviluppo dei villaggi (VDC). 
Al censimento del 2001 aveva 4.687 abitanti.